# Mémoires Affectives
Mémoires Affectives è un film del 2004 diretto da Francis Leclerc.
La pellicola di produzione canadese è stata distribuita da Alliance Atlantis Vivafilm in Canada dal 29 ottobre 2004.

## Trama
Alexandre è un veterinario che una notte si sofferma sul ciglio di una strada di paese, per soccorrere un cervo investito da un'auto e viene a sua volta investito anche lui da un grosso camion.  Alexandre miracolosamente sopravvive ma entra in coma. Dichiarato clinicamente morto, Alexandre, 41 anni, dopo parecchi mesi invece si risveglia dal coma ma con una grave perdita di memoria.
Alexandre si trova ad affrontare una realtà in cui non si riconosce e della quale non ricorda assolutamente il passato; non ricorda chi è e chi fosse stato nella sua vita prima dell'incidente e non riconosce nessuno. Durante la sua convalescenza la famiglia e gli amici lo vanno a trovare ed anche se non li ricorda alcune immagini del passato cominciano a riaffiorare sebbene gli sembrino non apparteneregli. Lo aiutano due persone, il detective Pauline Maksoud incaricata di indagare sull'incidente ed il medico Ba Kobhio uno psicoterapeuta. Così inizia per Alexandre la ricerca del suo passato che lo porta a riscoprire gli affetti della sua vita ma anche alcuni episodi, legati alla morte del padre, che il suo inconscio aveva ormai rimosso. La sua ricerca della memoria lo condurrà dove qualcuno gli aveva fatto giurare di non dover tornare.

## Distribuzione
In Canada il film è stato presentato a Québec il 29 ottobre 2004, in Francia il 12 ottobre 2005 al Saint-Jean-de-Luz Film Festival ed il 25 novembre 2005 al Paris Semaine du Cinéma du Québec, in Belgio il 24 settembre 2005 al Festival International du film Francophone de Namur, in Italia al Quinto Biennale Orizzonte Québec il 14 dicembre 2006.

## Riconoscimenti

### Genie Awards 2005
- Vinto come miglior regista: Francis Leclerc
- Vinto come miglior attore: Roy Dupuis
- Vinto come miglior sceneggiatura: Francis Leclerc e Marcel Beaulieu
- Nominato come miglior musica:  Pierre Duchesne
- Nominato come miglior sound: Christian Bouchard, Luc Boudrais, Jocelyn Caron, Clovis Gouaillier e benoit Leduc
- Nominata miglior produttrice: Barbara Shrier

### Jutra Awards 2005
- Vinto come miglior attore: Roy Dupuis
- Vinto come miglior regista: Francis Leclerc
- Vinto come miglior montaggio: Glenn Berman
- Vinto come miglior produttrice: Barbara Shrier
- Nominato come miglior sceneggiatura: Francis Leclerc e Marcel Beaulieu